# 西宁府 (江西)
西宁府，中国古代的府。
元朝至正二十一年（1361年），朱元璋改南康路置，治所在星子县（今属江西省）。辖境相当今江西省星子县、都昌县境。次年改为南康府，属江西等处行中书省。